# Phaeohelotium
Phaeohelotium is een geslacht van schimmels in de familie Helotiaceae. De typesoort is Phaeohelotium flavum.

## Soorten
Volgens Index Fungorum telt het geslacht 31 soorten (peildatum oktober 2023):
| Soortnaam                                        | Auteur(s)                                  | Publicatiejaar |
| ------------------------------------------------ | ------------------------------------------ | -------------- |
| Phaeohelotium asiaticum                          | Korf                                       | 1959           |
| Phaeohelotium baileyanum                         | Baral & R. Galán                           | 2013           |
| Phaeohelotium carneum (Vleeskleurig sapbekertje) | (Fr.) Hengstm.                             | 2009           |
| Phaeohelotium castaneum                          | Gamundí                                    | 1962           |
| Phaeohelotium confusum                           | (Dennis) Baral & P.R. Johnst.              | 2013           |
| Phaeohelotium conicola                           | (Velen.) Svrček                            | 1985           |
| Phaeohelotium epigaeum                           | (P. Karst.) Baral & Friebes                | 2020           |
| Phaeohelotium flavum                             | Kanouse                                    | 1935           |
| Phaeohelotium flexuosum                          | (Crossl.) Dennis                           | 1971           |
| Phaeohelotium fluviatile                         | Raitv. & M.P. Sharma                       | 1984           |
| Phaeohelotium fulvidulum                         | (Boud.) Baral & Declercq                   | 2013           |
| Phaeohelotium hylocomnii                         | Raitv. & Leenurm                           | 2001           |
| Phaeohelotium lilacinum (Lila sapbekertje)       | (Bres.) Dennis                             | 1968           |
| Phaeohelotium luteum                             | (Rick) Dumont                              | 1981           |
| Phaeohelotium majaurantium                       | A. Grupe, A. Weier, C.A. Quandt & M.E. Sm. | 2022           |
| Phaeohelotium melleoflavum                       | Svrček                                     | 1993           |
| Phaeohelotium nobile (Edel sapbekertje)          | (Velen.) Dennis                            | 1971           |
| Phaeohelotium nothofagi                          | Gamundí & Messuti                          | 2006           |
| Phaeohelotium pallidelilacinum                   | Svrček                                     | 1993           |
| Phaeohelotium pallidum                           | A. Grupe, A. Weier, C.A. Quandt & M.E. Sm. | 2022           |
| Phaeohelotium pani                               | (Velen.) Svrček                            | 1985           |
| Phaeohelotium pateriforme                        | (Cooke) P.R. Johnst                        | 2022           |
| Phaeohelotium purpureum                          | Dennis                                     | 1974           |
| Phaeohelotium readeri                            | (Rehm) Baral                               | 2013           |
| Phaeohelotium recurvum                           | (Rodway) Dennis                            | 1958           |
| Phaeohelotium rubropurpurascens                  | Svrček                                     | 1976           |
| Phaeohelotium samaricola                         | Svrček                                     | 1983           |
| Phaeohelotium succineoguttulatum                 | Baral, R. Galán, R. Tena & E. Rubio        | 2013           |
| Phaeohelotium tasmanicum                         | (Rodway) P.R. Johnst                       | 2022           |
| Phaeohelotium terrestre                          | (Velen.) Svrček                            | 1987           |
| Phaeohelotium undulatum                          | (Rodway) Baral, R. Galán & R. Tena         | 2013           |

De volgende soorten zijn naar een andere geslacht overgeheveld:
- Wit sapbekertje (Phaeohelotium geogenum) -> Hymenoscyphus geogenum
- Ecru sapbekertje (Phaeohelotium extumescens) -> Parorbiliopsis extumescens
- Schorssapbekertje (Phaeohelotium italicum) -> Calycina italica
- Genaveld sapbekertje (Phaeohelotium umbilicatum) -> Hymenoscyphus umbilicatus
- Bruinsporig sapbekertje (Phaeohelotium monticola) -> Hymenoscyphus monticola